# Dwyane Wade
Dwyane Tyrone Wade, Jr. (Chicago, 17. siječnja 1982.) američki je umirovljeni profesionalni košarkaš. Igrao je na poziciji bek šutera, te je bivši član NBA momčadi Miami Heata. Izabran je u 1. krugu (5. ukupno) NBA drafta 2003. od strane momčadi Miami Heat. Wade je izabran u prvu All-Rookie momčad i već 9 godina zaredom biran na NBA All-Star utakmicu. U svojoj trećoj NBA sezoni, predvodio je Miami uz pomoć Shaquille O'Neala do svog prvog NBA naslova2006., odnosno do prvog naslova franšize Miamia. Dobio je nagradu za najkorisnijeg igrača NBA finala. Na Olimpijskim igrama u Pekingu 2008., predvodio je američku reprezentaciju od zlatne medalje. Prije toga, Wade je osvojio dvije brončane medalje na Olimpijskim igrama u Ateni 2004. i Svjetskom prvenstvu u Japanu 2006. godine. U sezoni 2008./09. osvojio je naslov za najboljeg strijelca sezone, a bio je u užem izboru za najkorisnijeg igrača lige.

## Rani život
Wade je rođen kao sin Dwyanea Sr. i Jolinde u čikaškom dijelu grada nazvanom South Side. Najveći oslonac u karijeri bila mu je starija sestra Tragil, koja se brinula o njegovom odgoju i obrazovanju. Kada su se njegovi roditelji rastali, Wade je otišao živjeti s ocem i maćehom u Robbins, gradić u saveznoj državi Illinois. Kako je odrastao u području Chicaga, Wadeu je najomiljeniji igrač bio zvijezda Bullsa, Michael Jordan.  
Igrao je za srednjoškolsku momčad Harold L. Richards High School u Oak Lawnu. Na drugoj godini nije puno igrao, a njegov polubrat Demetris McDaniel bio je zvijezda momčadi. Prije početka svoje treće godine, Wade je narastao desetak centimetara i dobio značajnu minutažu. Prosječno je postizao 20.7 poena i 7.6 skokova po utakmici. Sljedeće godine prosječno je postizao 27.0 poena i 11.0 skokova, te predvodio momčad do omjera 24-5. Postavio je rekord škole u postignutim poenima (676) i ukradenim loptama (106) tijekom jedne odigrane sezone. 
Wade je zbog akademskih problema dobio pozive sa samo tri velika sveučilišta (Marquette, Illinois State i DePaul).

## Sveučilište
Odlučio je pohađati sveučilište Marquette u Milwaukeeu, saveznoj državi Wisconsin. Tijekom prve godine, Wade je zbog kršenja NCAA pravila br. 48. nije mogao nastupati za svoju momčad. Kada je Wade na drugoj godini stekao pravo igranja, postao je prvim strijelcem Golden Eaglesa s 17.8 poena, predvodio konferenciju u ukradenim loptama (2.47), te je u prosjeku postizao 6.6 skokova i 3.4 asistencije po utakmici. Marquette je sezonu završila s omjerom 26-7, što je najbolji rezultat sveučilišta od sezone 1993./94. U sezoni 2002./03., Wade je predvodio Marquette kao prvi strijelac s 21.5 poena i sezonu završili s omjerom 27-6. Odveo je Golden Eaglese do prvog polufinala NCAA lige nakon 1997., kada su i osvojili prvenstvo. Nakon završetka sezone, Wade je od strane Associated Pressa izabran u All-American prvu petorku i time je postao prvim dobitnikom sa sveučilišta Marquette nakon 1978. godine. 
Njegove igre tijekom NCAA prvenstva 2003. (tzv. Midwest Regional) nisu prošle nezapaženo među tiskovnim medijima. Protiv velikih favorita i prvih nositelja prvenstva Kentuckya Wildcatsa, Wade je zabilježio triple-double učinak od 29 poena, 11 skokova i isto toliko asistencija. Njegov triple-double treći je takav učinak postignut u povijesti NCAA prvenstva. Pomogao je sveučilištu ući među četiri najbolje momčadi prvenstva, pobjedom protiv Wildcatsa 83:69, dok je Wade proglašen najkorisnijim igračem natjecanja. Odlučio je napustiti sveučilište i prijaviti se na NBA draft 2003. godine. 

## NBA

### Počeci (2003. – 2005.)
Izabran je kao peti izbor NBA drafta 2003. od strane Miami Heata. Ubrzo se prilagodio na NBA i u prosjeku postizao 16.2 poena (46.5% iz igre), 4.0 skoka i 4.5 asistencija po utakmici. Wade je četvrti igrač (koji je izabran u prvom krugu drafta) i najviši izbor sa sveučilišta Marquette. Nakon početnih 5-15, Heat je postepeno poboljšao svoj omjer i sezonu završio s omjerom 42-40. Miami je ušao u doigravanju, a Wade se istaknuo odličnim igrama u polufinalu Istočne konferencije protiv Indiana Pacersa. Međutim, Wade je usprkos sjajnoj rookie sezoni, završio treći u glasovanju za novaka godine (iza Lebrona Jamesa i Carmela Anthonyja). Ipak, ušao je u NBA All-rookie prvu petorku i bio među najbolji pet novaka u nekoliko kategorija: drugi po postotku šuta iz igre, drugi "kradljivac", treći strijelac, četvrti asistent i četvrti po dobivenoj minutaži. U doigravanju, Wade je prvoj utakmici prvog kruga protiv New Orleans Hornetsa postigao pobjednički šut. Miami je seriju dobio u sedam utakmica i plasirao se u drugi krug. Ondje su igrali protiv prve momčadi Istoka, Indiana Pacersa, ali je Miami kasnije poražen u šest utakmica.

### Dinastija s O'Nealom (2005. – 2008.)
Lakersi su prije početka sezone 2004./05. mijenjali Shaquillea O'Neala u Miami Heat. Miami je poboljšao svoj omjer za 17 pobjeda (42-20) i s omjerom 59-23 ostvarili prvo mjesto na Istočnoj konferenciji. Wade je kao zamjena izabran na NBA All-Star utakmicu, a za 24 odigrane minute postigao je 14 poena. U prvom krugu doigravanja 2005. protiv Netsa, Wade je u prosjeku postizao 26.3 poena, 6.0 skokova i 8.8 asistencija po utakmici. Na visokoj razini nastavio je i u drugom krugu protiv Wizardsa, kada je u prosjeku postizao 31 poen, 7 skokova i 8 asistencija po utakmici. Miami je u sedam utakmica zaustavljen u finalu Istočne konferencije od Detroit Pistonsa. Wade je u drugoj i trećoj utakmici protiv Pistonsa, usprkos sinsuima, gripi i iščašenju koljena, postigao 42, odnosno 36 poena. Također je u petoj utakmici konferencijskog finala zaradio istegnuće rebrenog mišića i zbog toga propustio šestu utakmicu i nešto lošije odigrao sedmu. Miami je izgubio u sedam utakmica nakon vodstva u seriji 3-2 nakon pete i vodstva u posljednjoj sedmoj tri minute prije kraja. 
Wade je u sezoni 2005./06. postigao značajan napredak i postao jednim od najboljih igrača NBA lige. Po drugi puta u karijeri izabran je na NBA All-Star utakmicu, te je postigao 20 poena (9/11 šut iz igre) za 30 minuta u pobjedi Istoka nad Zapadom. Sezonu je završio s prosjekom od 27.2 poena, 5.7 skokova, 6.7 asistencija i 1.95 ukradenih lopti po utakmici. Protiv Bullsa u prvom krugu doigravanja 2006., Wade je s nekoliko ozljeda šokirao svoje navijače, uključujući i povredu kuka u petoj utakmici. Wade se s velikim bolovima vratio u drugom poluvrijemenu utakmice i postigao 15 od svojih 28 poena, predvodivši Miami Heat do toliko željenog vodstva 3-2 u seriji. Nakon toga, Wade je sa simptomima gripe (kao u seriji protiv Detroita) odveo Miami do toliko priželjkivanog NBA finala. U toj utakmici postigao je double-double učinak od 14 poena i 10 asistencija, uključujući tricu s osam metara na kraju treće četvrtine.  

#### NBA finale (2005./06.)
U svom prvom NBA finalu, Miami je igrao protiv Dallas Mavericksa. Wade je tijekom finala postigao najljepše trenutke karijere. Prve dvije utakmice u Dallasu Miami je izgubio, međutim sljedeće tri u Miamiju i šestu u Dallasu osvojio je ponajviše zbog njegove briljantne igre. U šestoj utakmici, Miami je u gostima pobijedio Maverickse s 95:92, a Wade je s 36 postignutih koševa, deset skokova i pet asistencija postao junakom utakmice. Proglašen je najkorisnijim igračem NBA finala. Time je postao petim najmlađim igračem koji je dobio tu nagradu i trećim najboljim strijelcem u prvom NBA finalu s 34.7 poena u prosjeku.

### Sezone s ozljedama (2006. – 2008.)
Tijekom sezone 2006./07. propusti je 31 utakmicu regularnog dijela prvenstva. Po treći puta u karijeri izabran je na NBA All-Star utakmicu i dobio priznanje u All-NBA. Postao je prvim bekom nakon igrača Jazza, Petea Maravicha koji je tijekom sezone 1977/78. nakon 31 utakmice propušene utakmice izabran u All-NBA momčad. Miami Heat je tijekom sezone muku mučila s ozljedama, odnosno bolestima. Ključni ljudi Shaquille O'Neal, Dwyane Wade, te trener Pat Riley, vrlo su malo proveli vremena zajedno. No, unatoč tome, Miami je dohvatio doigravanje i to kao prvak Southeast divizije, ali su izgubili prednost domaćeg terena već u prvom krugu doigravanja. Wade je u prosjeku postizao 27.4 poena, 4.7 skokova, 7.5 asistencija i 2.1 ukradenu loptu.
U doigravanju, Wade je u prosjeku postizao 23.5 poena, 4.8 skokova i 6.3 asistencija, ali je Miami ispao u prvom krugu od Bullsa. Nakon ispadanja doigravanja, Wade je otišao na operaciju lijevog ramena. S prvim treninzima započeo je nakon što je van terena bio gotovo šest tjedana. Međutim, Wadea su nakon oporavka tijekom cijele sezone mučiti problemi s koljenom, a vodstvo kluba odlučilo je da propusti 21 utakmicu preostalu do kraja regularnog dijela natjecanja. Njegov učinak u sezoni i nije toliko loš, te je prije toga po četvrti put zaredom bio izabran na NBA All-Star utakmicu. Wade je u prosjeku postizao 24.6 poena, 4.2 skoka, 6.9 asistencija i 1.7 ukradenih lopti po utakmici. Miami je sezonu završio kao posljednjeplasirana momčad lige. 

### Novi početci (2008.- danas)
Nakon što je mjesec dana proveo na terapiji elektro-valova. Postupak terapije elektro-valovima zove se OssaTron i njime se liječe ozljede kod kojih konvencionalnije metode ne pomažu. Na parkete se vratio spreman za novu sezonu 2008./09. Početkom sezone, Wade je s 40 koševa, 11 asistencija i 5 blokada protiv Toronto Reptorsa postao drugi igrač u povijesti, uz Alvan Adamsa, koji je na jednoj utakmici uspio skupiti barem 40/10/5. Uspio je odvesti Miami u doigravanje, te je peti put zaredom izabran na NBA All-Star utakmicu. 
Nakon All-Star utakmice, postigao je rekord karijere od 50 poena, 5 skokova i isto toliko asistencija protiv Orlando Magica, no njegova momčad nije bila niti blizu pobjede u Orlandu. Miami je na domaćem parketu slavio rezultatom 103-91 protiv Detroit Pistonsa, a Wade je postigao 31 poen i za sebe rekordnih 16 asistencija. Miami Heat je pobjedom 120:115 slavio nad New York Knicksa. Ključnim za pobjedu Miamija pokazao se igrač Knicksa Danilo Gallinari, ne zbog neke velike pogreške u igri, već zbog toga što je naljutio Wadea laktom mu raskrvarivši usnicu. Zbog toga je Wade zaradio tri šava nakon utakmice, no mnogo neugodnije u tim trenucima bilo je Knicksima.
Wade se toliko naljutio da je gotovo sam kreirao veliki povratak svoje momčadi koja je devet minuta prije kraja susreta zaostajala 103:88. Uslijedila je serija Miamija 19-0 u koju je Wade ugradio petnaest od ukupno 24 poena koliko je ubacio u posljednjoj četvrtini. Do konačne 120:115 pobjede svoju je momčad poveo s 46 poena, osam skokova i deset asistencija. Utakmicu Miamija i Cavaliersa obilježio je obračunu dvojice ponajboljih igrača lige i Wadeovog velikog prijateljstva s LeBron Jamesom. Tako je Wade utakmicu završio s 41 košem, sedam skokova, devet asistencija, ali i osam izgubljenih lopti, dok je James momčad do pobjede predvodio s 42 koša, osam skokova i četiri asistencije, ali je i on imao šest izgubljenih lopti. Wade je u pobjedi Miami Heata 122:105 protiv New Yorka zasjenio učinke svih ostalih igrača. Zabio čak 55 koševa, kojima je pridodao devet skokova i četiri asistencije. Bila je to pobjeda kojom je njegov Miami osigurao peto mjesto u Istočnoj konferenciji.
Wade je u pobjedi Miamija 94:82 protiv Memphis Grizzliesa odigrao još jednu odličnu utakmicu i postigao 27 poena i osam asistencija. Time je učinkom ostvario osobni rekord po broju poena u jednoj sezoni, iskoristivši utakmicu za 2064. koš. U sezoni 2005./06., kada je Miami došao do naslova, Wade je ubacio 24 poena manje.
U prvom krugu doigravanja 2009. Miami se susreo s Atlanta Hawksima. Iako je Wade u prvoj utakmici postigao 19 poena, 5 skokova i 5 asistencija, Hawksi su predvođeni Joshom Smithom svladali Heat s ogromnih +26 Hawksa. U drugoj utakmici, Wade je ponovo predvodio svoju momčad s 33 poena i 7 asistencija i odveo Miami do vrlo važne gostujuće pobjede. Serija je došla do sedme odlučujuće utakmice, ali je Atlanta svojom četvrtom pobjedom 91:78 prošla u drugi krug doigravanja. U prvoj predsezonskoj utakmici, Miami je igrao protiv Detroit Pistonsa, a Wade je postigao 18 poena i 5 asistencija što ipak nije bilo dovoljno za pobjedu.

## NBA statistika

#### Regularni dio
| Godina    | Klub  | Odig. uta. | Uta. poč. | Min. | 2P%  | 3P%  | Sl. bac.% | Skok. | Asist. | Ukr. lop. | Blok. | Poena |
| --------- | ----- | ---------- | --------- | ---- | ---- | ---- | --------- | ----- | ------ | --------- | ----- | ----- |
| 2003./04. | Miami | 61         | 56        | 34.9 | .465 | .302 | .747      | 4.0   | 4.5    | 1.4       | .6    | 16.2  |
| 2004./05. | Miami | 77         | 77        | 38.6 | .478 | .289 | .762      | 5.2   | 6.8    | 1.6       | 1.1   | 24.1  |
| 2005./06. | Miami | 75         | 75        | 38.6 | .495 | .171 | .783      | 5.7   | 6.7    | 2.0       | .8    | 27.2  |
| 2006./07. | Miami | 51         | 50        | 37.9 | .491 | .266 | .807      | 4.7   | 7.5    | 2.1       | 1.2   | 27.4  |
| 2007./08. | Miami | 51         | 49        | 38.3 | .469 | .286 | .758      | 4.2   | 6.9    | 1.7       | .7    | 24.6  |
| 2008./09. | Miami | 79         | 79        | 38.6 | .491 | .317 | .764      | 5.0   | 7.5    | 2.2       | 1.3   | 30.2  |
| 2009./10. | Miami | 77         | 77        | 36.3 | .476 | .300 | .761      | 4.8   | 6.5    | 1.8       | 1.1   | 26.6  |
| Ukupno    |       | 471        | 463       | 37.6 | .482 | .289 | .770      | 4.9   | 6.6    | 1.8       | 1.0   | 25.4  |
| All-Star  |       | 6          | 5         | 22.3 | .590 | .222 | .632      | 3.2   | 4.3    | 3.0       | .5    | 17.7  |

#### Doigravanje
| Godina    | Klub  | Odig. uta. | Uta. poč. | Min. | 2P%  | 3P%  | Sl. bac.% | Skok. | Asist. | Ukr. lop. | Blok. | Poena |
| --------- | ----- | ---------- | --------- | ---- | ---- | ---- | --------- | ----- | ------ | --------- | ----- | ----- |
| 2003./04. | Miami | 13         | 13        | 39.2 | .455 | .375 | .787      | 4.0   | 5.6    | 1.3       | .3    | 18.0  |
| 2004./05. | Miami | 14         | 14        | 40.8 | .484 | .100 | .799      | 5.7   | 6.6    | 1.6       | 1.1   | 27.4  |
| 2005./06. | Miami | 23         | 23        | 41.7 | .497 | .378 | .808      | 5.9   | 5.7    | 2.2       | 1.1   | 28.4  |
| 2006./07. | Miami | 4          | 4         | 40.5 | .429 | .000 | .688      | 4.8   | 6.3    | 1.2       | .5    | 23.5  |
| 2008./09. | Miami | 7          | 7         | 40.7 | .439 | .360 | .862      | 5.0   | 5.3    | .9        | 1.6   | 29.1  |
| 2009./10. | Miami | 5          | 5         | 42.0 | .564 | .405 | .675      | 5.6   | 6.8    | 1.6       | 1.6   | 33.2  |
| Ukupno    |       | 66         | 66        | 40.9 | .482 | .347 | .793      | 5.3   | 6.0    | 1.6       | 1.0   | 26.3  |

## Vanjske poveznice
- Službena stranica
- Profil na NBA.com
- Profil na sveučilištu Marquette
- Dwyane Wade u internetskoj bazi filmova IMDb-u (engl.)